# 速霸陸Ascent
速霸陸Ascent（日语：スバル・アセント）乃是日本速霸陸汽車自2018年起開發製造的中型五門SUV或跨界休旅車，專門銷售北美洲市場。

## 概要
整體設計按照當地消費者的需求所打造，因此擁有碩大的車身與7、8人座的安排。此車款架構在新開發的速霸陸全球平台之上，且全車系均標配EyeSight行車安全輔助系統。關於車名「ascent」，在英語中意謂「向上、上昇」。

## 歷史
2017年 - 4月12日開幕的紐約國際車展上，原廠發佈了一輛名為「Ascent SUV Concept」的概念車，採三排座椅及全新開發的缸內直噴渦輪增壓引擎。
2018年 - 5月7日位於美國印第安那州拉法葉的速霸陸印第安那汽車公司正式下線生產速霸陸Ascent，並於6月15日開賣。外觀上採取原廠最新的Dynamic x Solid設計理念，使用六邊形水箱護罩，車內提供2+2+3的七人座或2+3+3的八人座等兩種選擇。按配備多寡規劃成「Base」、「Premium」、「Limited」、「Touring」等四種車型，其中入門級的「Base」車型已包含EyeSight駕駛輔助、自動緊急煞停系統、車道維持輔助、6.5吋多媒體螢幕以及三區恆溫空調等配備。「Premium」車型進一步加入BSD盲點偵測、車道變換輔助、Rear Cross-traffic後方車流警示及8吋中控多媒體螢幕，「Limited」多了Keyless免鑰匙感應門鎖、皮質座椅、20吋輪圈，頂級「Touring」車型多了14具喇叭的Harman Kardon音響系統。
動力心臟為全新開發的2.4L水平對臥四缸DOHC FA24F型渦輪增壓引擎，配合可模擬8速的Sport Lineartronic CVT無段變速箱，可輸出最大馬力260hp / 5,600rpm、最大扭力38.3kg·m / 2,000-4,800rpm。全車系搭載對稱式全時四輪驅動系統（Symmetrical AWD），並提供可整合控制引擎、變速箱與煞車的X-MODE駕駛模式，搭配HDC陡坡緩降系統之下具備一定的越野能力。
2019年 - 5月16日實施部分改良，將後座提醒蜂鳴器納入全車系標配，下車時可提醒駕駛者拿取後座的行李物品。
2021年 - 6月15日推出「Onyx」特仕車，以「Premium」車型為底外加黑色烤漆處理的水箱護罩、車窗框以及20吋輪圈，內裝則有專屬的真皮座椅和地毯，並以銀色縫線作點綴。另有加熱方向盤、腳踢式感應尾門和倒車自動煞停系統等配備，或可加價選購全景天窗、行李廂遮板和衛星導航等。
2022年 - 6月15日實行小改款，換上尺寸更大、鍍鉻飾條橫貫其中的水箱罩，修改保桿之造型，縮短頭燈的長度並藉內部日行燈導光條勾勒出「ㄈ」字形意象，尾燈設計也更強調「ㄈ」字輪廓的呈現。全車系新增標配的11.6吋縱置觸控式螢幕，並整合空調控制介面，同時支援蘋果CarPlay和Android Auto無線連結功能。EyeSight駕駛輔助系統改成廣角單鏡頭攝影機，並新增採鳥瞰視角的360度環景影像輔助。另外第二度推出「Onyx」特仕車，具有亮光黑色處理的車窗框、鋁圈和環車鍍鉻飾條，內裝則增加衛星導航、綠色縫線防潑水包覆座椅、第二排加熱座椅與遮陽簾、全景天窗等配備。

### 安全性召回
2018年8月14日美國速霸陸宣布召回同年7月13至21日之間生產的293輛車，由於車身B柱焊點未確實焊接，對車體安全結構將造成影響，將召回並以新車更換。2022年12月9日則因汽車內部的接線連接出現瑕疵，導致在加熱器運轉時可能過熱並融化周圍的零件，因此發生起火燃燒。原廠宣布將召回27.1萬輛在2019至2022年間生產的車輛，以修正此一缺失。

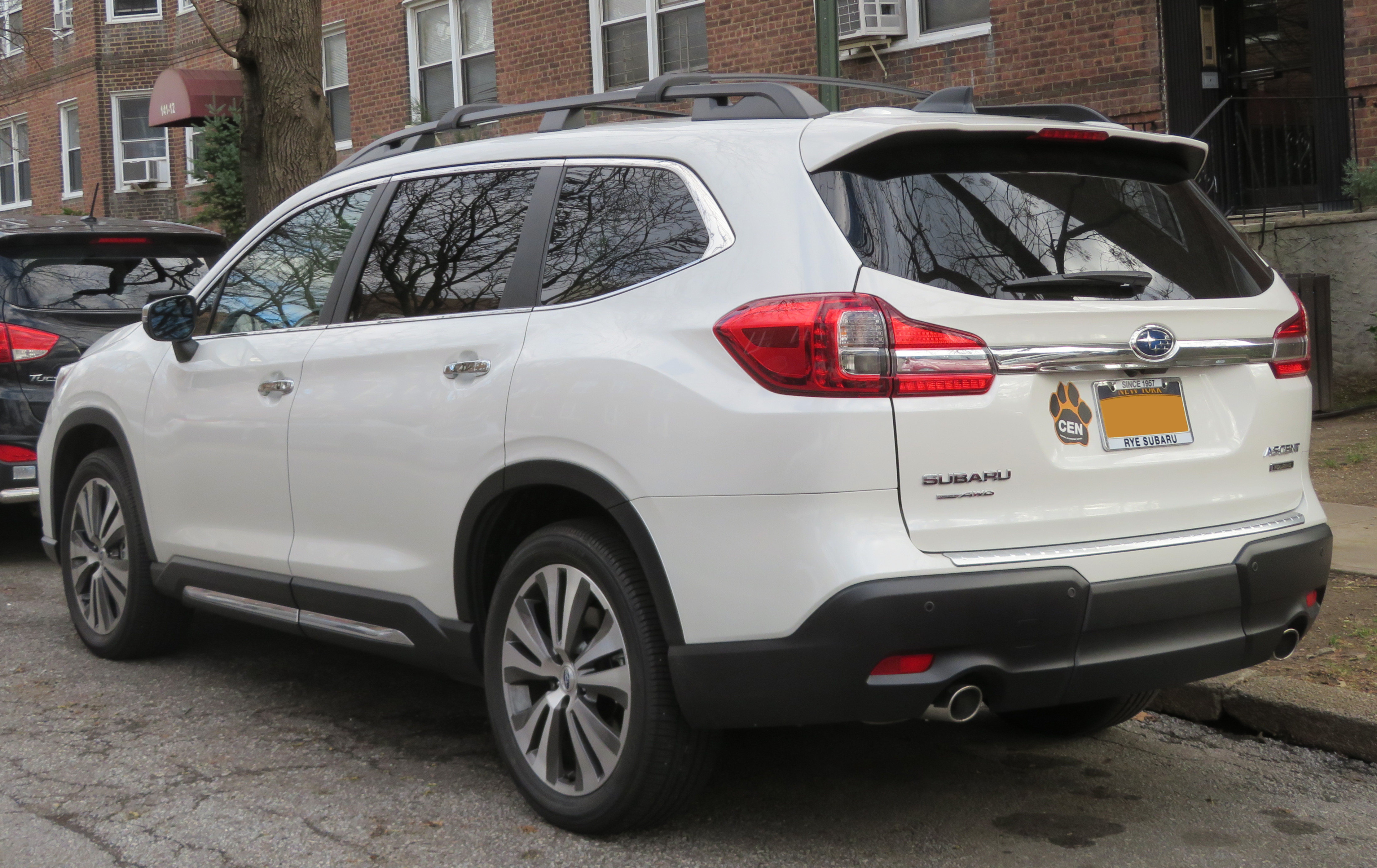
前期型車尾
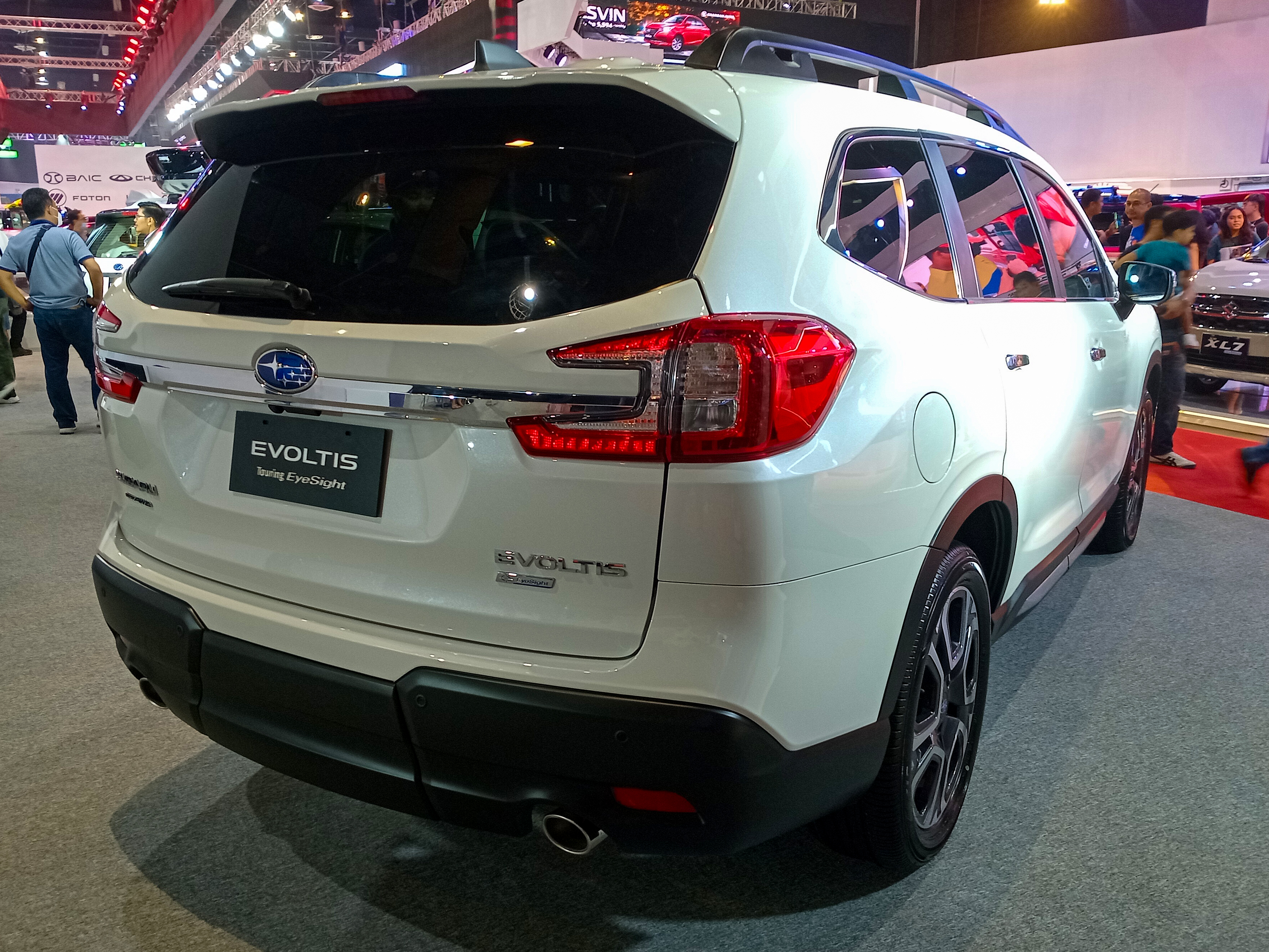
後期型車尾
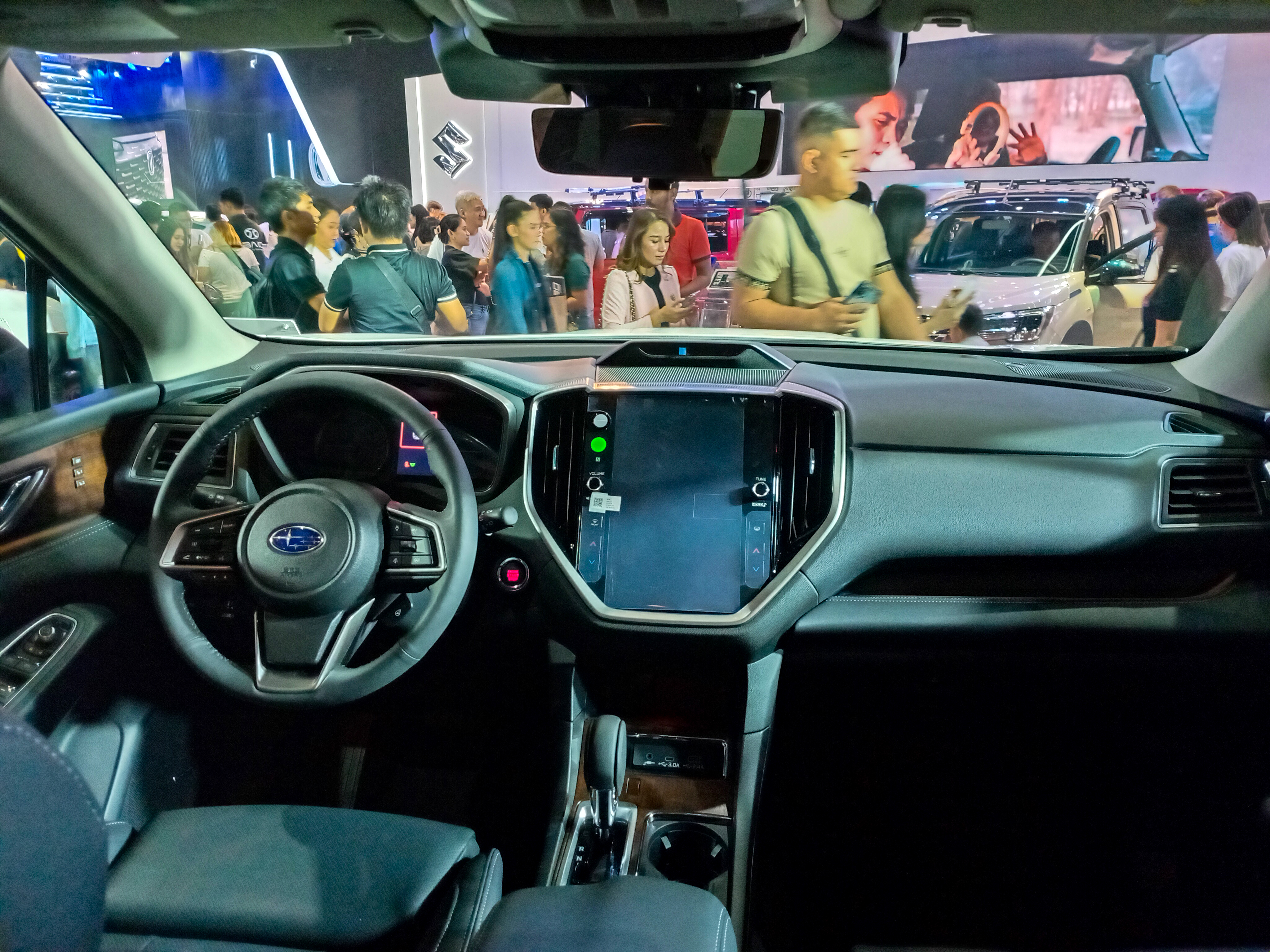

## 外部連結
- （英文）美國官方網站 （页面存档备份，存于）